# Convent de Sant Dídac
Les restes de l'antic convent de Sant Dídac a Alfara del Patriarca estan situades al carrer Sant Bartomeu 80, en el camí de Carpesa, abans d'arribar a Almàssera. Es tracta de dependències conventuals del segle xvi i XVII i que actualment estan dedicades a ús industrial i llur conjunt fou declarat bé de rellevància local el 26 de setembre 2002.
Va pertànyer a l'orde de franciscans observants. Després de la desamortizació, al segle xix, fou convertit en la fàbrica de mistos El Globo, i és seu d'una empresa internacional.
Es conserva en bon estat i l'església es fa servir com a magatzem de materials, així com el claustre que està cegat. Al primer pis encara hi són els dormitoris. El conjunt ha patit diversos incendis i ha perdut la decoració encara que s'endevinen els esgrafiats sota la capa de pintura blanca.